# Скоростни пътища в България
Скоростните пътища са нова категория пътища в България.
Те са специално изградени и означени за движение само на моторни превозни средства с високи скорости и с подобни на автомагистралите характеристики, но без специална лента за аварийно спиране. Вместо това те имат площадки за принудително спиране. Друга разлика е, че връзките към прилежащи територии са чрез локално платно. Максималната скорост за движение е 120 km/h.
Към 2011 година са в процес на планиране. Според плана, представен от министъра на регионалното развитие и благоустройството Росен Плевнелиев, до 2020 година България трябва да разполага със 7 скоростни пътя и 7 магистрали с максимална скорост за движение по тях 120 km/h.
Скоростните пътища са с габарит Г20 като допълващ и заместващ елемент на автомагистралната система с по-ниска цена на изграждане позволяват относително лесното им преустройване в класически автомагистрали в бъдеще.
Към началото на 2016 г. планираното според стратегията от 2010 г. претърпява значителни изменения. Някои от трасетата с най-висок приоритет като отсечката Русе – Велико Търново се разширяват до пълни автомагистрали, а други като София – Гюешево и Варна – Дуранкулак отпадат от групата на приоритетните проекти.

## Нормативна уредба
Нормативното уреждане на показателите, които определят един път като скоростен, е осъществено чрез Закона за пътищата. Предложението за промени, направено на 25 януари 2012 г., въвежда седем критерия, на които трябва да отговаря един път, за да бъде определен като скоростен. За тези промени е предвидено да бъдат гласувани и приети, след което влизат в сила. Критериите са:
- 1. самостоятелни платна за движение във всяка посока с разделителна ивица между тях, като всяко платно е с най-малко две ленти за движение;
- 2. пресичането с други пътища, улици, железопътни и трамвайни линии да е само на различни нива (чрез надлез или подлез);
- 3. вливането и отливането на движението да се осъществява само от пътни възли на различни нива;
- 4. връзките към прилежащи територии да са чрез локално платно, отделено от директно трасе с разделителна ивица с ширина не по-малко от 2 m;
- 5. да имат предпазна телена ограда;
- 6. да имат площадки за принудително спиране;
- 7. да имат площадки за отдих[3][4][5].

В сила от 26 октомври 2018 г. е Наредба № РД-02-20-2 от 28 август 2018 г. за проектиране на пътища издадена от министъра на регионалното развитие и благоустройството.
Съставни елементи и граница на приложение :
| Означение | Пътно платно, m | Ленти за движение,бр. | Размер на лентите за движение, m | Водещи ивици, m | Ленти за спиране, m | Средна разделителна ивица,m | Банкет, m | Проектна скорост, km/h | Клас на пътя | МПС/24 h*     |
| --------- | --------------- | --------------------- | -------------------------------- | --------------- | ------------------- | --------------------------- | --------- | ---------------------- | ------------ | ------------- |
| Г 25,50   | 25,50           | 2 х 2                 | 3,50 + 3,25                      | 0,25/0,50       | 2,50                | 2,50                        | 1,50      | 110                    | СП           | 12000 - 30000 |
| Г 23,50   | 23,50           | 2 х 2                 | 2 х 3,75                         | 0,50            | -                   | 3,50                        | 1,50      | 120/110                | СП           | 12000 - 30000 |

## Общ списък
| Скоростен път | Начален пункт                               | Междинни пунктове (с връзки)                                                 | Краен пункт (с връзки) | Дължина | Изградени | Изградени |
| ------------- | ------------------------------------------- | ---------------------------------------------------------------------------- | ---------------------- | ------- | --------- | --------- |
| 1             | София                                       | Перник, Радомир, Кюстендил                                                   | Гюешево                | 85 km   | 17 km     | 20 %      |
| 2             | Видин                                       | Монтана, Враца, Мездра                                                       | Ботевград (АМ Хемус)   | 204 km  | 28 km     | 13,86 %   |
| 3             | Велико Търново (АМ "Русе - Велико Търново") | Габрово, Казанлък, Стара Загора, Димитровград, Хасково, Кърджали, Момчилград | ГКПП Маказа            | 260 km  | 47 km     | 18,07%    |
| 4             | Варна                                       | Балчик, Каварна                                                              | Дуранкулак             | 110 km  | 13 km     | 11,81 %   |
| 5             | Русе                                        | Разград                                                                      | Шумен (АМ Хемус)       | 105 km  | 10 km     | 5%        |
| 6             | Пловдив                                     | Асеновград, Смолян                                                           | Рудозем                | 25 km   | 10 km     | 40%       |
| 7             | Бургас                                      | Черноморец                                                                   | Созопол                | 25 km   | 25 km     | 100%      |
| 8             | Бургас                                      | Поморие, Ахелой, Равда                                                       | Несебър                | 18 km   | 18 km     | 100%      |
|               |                                             |                                                                              | Общо                   | 832 km  | 168 km    | 20,19%    |

## Текущо строителство

### София – Гюешево
Скоростен път София-Гюешево е с дължина 85 km и отсечката от пътен възел Драгичево на АМ „Люлин“ / АМ „Струма“, през Перник до Радомир вече е построена.

### Видин – Ботевград
Пътят Видин – Ботевград е с дължина 204 km. До септември 2023г. са построени околовръсният път на Монтана и седемкилометров участък между селата Скравена и Новачене.

### Велико Търново - ГКПП Маказа
Този път е с дължина ок. 260 км и е на етап планиране. Финансирането му е от републиканския бюджет. Участъкът между Хасково и Димитровград е уширен. Пътят ще осигури скоростна връзка, поемаща интензивния трафик от Северна България и Румъния към Южна България и Гърция. Чрез директна връзка с АМ "Марица" се осигурява връзка и към ГКПП Капитан Андреево - Капъкуле и Турция.

### Варна – Дуранкулак
Варна – Дуранкулак е четвъртият скоростен път и е с дължина 110 km, свързвайки Варна и магистралите Хемус и Черно море с румънската граница. Този скоростен път ще се финансира по бъдещи програми на Европейския съюз.

### Русе – Шумен
Скоростният път от Русе до Шумен е дълъг 105 km и ще се финансира по бъдещи програми на Европейския съюз.
В края на 2012 г. започва разширяването на пътя само с 1 нова лента, така че да стане трилентов. Не се налагат отчуждителни процедури, тъй като когато е строен участъкът, е оставен малко по-широк и сега банкетите ще стигнат за новата лента. Планира се да бъде завършен през 2015 г.

### Пловдив – ГКПП Рудозем - Ксанти
Пътят започва от Пловдив, минава край Асеновград и достига до гръцката граница при Рудозем. Планира се да бъде финансиран по бъдещи програми на Европейския съюз.